# Michele Di Ruberto
Michele Di Ruberto (ur. 28 sierpnia 1934 w Pietramontecorvino, zm. 26 kwietnia 2025 w Rzymie) – włoski duchowny rzymskokatolicki, arcybiskup, sekretarz Kongregacji Spraw Kanonizacyjnych.

## Biografia
29 września 1957 z rąk biskupa Lucery Domenico Vendoli otrzymał święcenia prezbiteriatu i został kapłanem diecezji Lucery (od 1986 diecezja Lucera-Troia).
Ukończył prawo kanoniczne na Papieskim Uniwersytecie Laterańskim oraz w teologię na Papieskim Uniwersytecie Urbaniana. Od 10 stycznia 1963 był zatrudniony w Kurii Rzymskiej.
W 1992 papież Jan Paweł II mianował go podsekretarzem Kongregacji Spraw Kanonizacyjnych. 5 maja 2007 papież Benedykt XVI awansował go na stanowisko sekretarza Kongregacji Spraw Kanonizacyjnych oraz mianował go arcybiskupem tytularnym biccarieńskim. 30 czerwca 2007 przyjął sakrę biskupią z rąk sekretarza stanu kard. Tarcisio Bertone SDB. Współkonsekratorami byli prefekt Kongregacji Spraw Kanonizacyjnych kard. José Saraiva Martins CMF oraz biskup Lucera-Troia Francesco Zerrillo.
W 2010 w związku z osiągnięciem wieku emerytalnego abp Di Ruberto przeszedł na emeryturę.